# Медведево (Нижегородская область)
Медве́дево — деревня в городском округе Семёновский, административный центр Медведевского сельсовета.

## Описание
Находится в 5 км от административного центра — Семёнова и 57 км от областного центра — Нижнего Новгорода.
| 2002 | 2010 |
| ---- | ---- |
| 502  | ↘472 |

## География
Деревня расположена на обоих берегах реки Чернушки.